# لاني
لاني أو LANY وهو اختصار ل «لوس انجليس نيويورك») هي فرقة روك أمريكية   من لوس انجليس، تشكلت الفرقة في ناشفيل في عام 2014. تتكون الفرقة من بول جيسون كلاين وتشارلز ليزلي «ليه» بريست وجيك كليفورد جوس.